# گورنوشته (ترانه)
«گورنوشته» (به انگلیسی: Epitaph) ترانه‌ای از گروه پراگرسیو راک کینگ کریمسون و یکی از قطعه‌های آلبوم سال ۱۹۶۹ آن‌ها با نام در بارگاه شاه کریمسون است. موسیقی «گورنوشته» را اعضای کینگ کریمسون ساخته‌اند و شعر آن سرودهٔ پیتر سینفیلد است.
«گورنوشته» با یک ملودی غمناک آغاز می‌شود که اشعاری تاریک با تصویرسازی‌هایی از کابوس‌ها، مرگ و پوسیدگی در پی آن می‌آیند. در ادامه نُت‌های آواز یک اکتاو بالا می‌روند و تنظیم پُرشورتر می‌شود اما شعر همچنان فضای سیاهش را حفظ می‌کند. کلمه‌های شاعرانهٔ مبهم، مکان‌های تاریک ناشناخته‌ای را تداعی می‌کنند گویی تهدیدی در آن‌ها وجود دارد. در پایان خواننده با تکرار جملهٔ «ترسم از آن است که فردا هم گریان باشم» وحشتش را از این‌که هیچ اتفاق خوبی در راه نیست، ابراز می‌کند.
رایان رید در وب‌سایت پیچفورک «گورنوشته» را یکی از استانداردهای سبک پراگرسیو راک دانسته و فیل فریمَن از استریوگام اجرای گرِگ لیک در این قطعه را اوج عملکرد آوازی او ارزیابی کرده‌است.

## افراد مشارکت‌کننده
- رابرت فریپ – گیتار آکوستیک، گیتار الکتریک
- گرگ لیک – گیتار باس، آواز
- ایان مک‌دونالد – ملوترون، سازهای بادی چوبی، کیبورد، آواز
- مایکل گیلز – درامز، پرکاشنز
- پیتر سینفیلد – ترانه‌سرا[۵]